# Xavier Iacovelli
Xavier Iacovelli, né le 31 mars 1981 à Suresnes (Hauts-de-Seine), est un homme politique français.
Conseiller municipal de Suresnes et président du groupe d'opposition municipale depuis 2008, il est élu sénateur des Hauts-de-Seine en 2017 sous l'étiquette du PS, avant de rejoindre en novembre 2019 le groupe La République en marche (renommé RDPI l'année suivante), dont il est nommé vice-président. 
En 2020, il est nommé secrétaire général de Territoires de progrès (parti politique fondé par Olivier Dussopt et Jean-Yves Le Drian), puis délégué général sous la présidence d'Olivier Dussopt lors du congrès d'octobre 2021.

## Situation personnelle

### Naissance et vie sportive
Xavier Iacovelli est né à Suresnes à l'hôpital Foch en mars 1981[réf. nécessaire]. 
Athlète national sur 400 mètres haies, il fait partie des trente sportifs de haut niveau sélectionnés à travers l’Europe et envoyés dans un gymnase antique reconstitué (une palestre) dans la ville d’Olympie, à l’occasion des Jeux olympiques d'été de 2004 à Athènes. Le documentaire-réalité Les Champions d’Olympie, produit par Arte, a ressuscité la compétition telle qu’elle se déroulait dans la Grèce antique.
Membre du club d'athlétisme les « White Harriers de Suresnes », il est spécialiste du 400 mètres haies et du 400 mètres. Il est classé National 2. 

### Carrière professionnelle
Il fait sa première expérience professionnelle de 2001 à 2002 à New-York, comme manager de restaurant au Sofitel New York Hotel.
De 2002 à 2016, il est chef d'entreprise à Suresnes, dans l'organisation de réceptions et de traiteur. Cette société a fait l'objet d'une liquidation judiciaire, laissant par ailleurs plus de 38 000 € de loyers impayés. 
En 2016, il rejoint la mairie d’Alfortville, alors dirigée par Luc Carvounas, en tant que chargé de mission « commerces et le développement économique ». 

## Parcours politique

### Au Parti socialiste

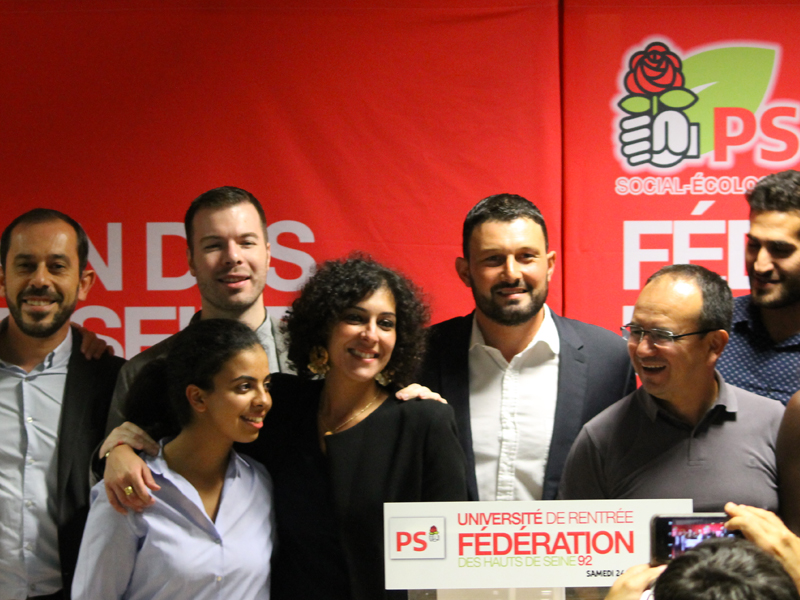
Xavier Iacovelli à la convention du Parti socialiste de 2016.

Lors du congrès du Parti socialiste de juin 2015, il est élu premier secrétaire fédéral des Hauts-de-Seine à 59 %, face au candidat soutenu par Jean-Marc Germain[réf. nécessaire].
Lors des primaires socialistes de 2017,, il ne prend officiellement parti pour aucun candidat, restant sur la simple neutralité des primaires dont il a la charge dans les Hauts-de-Seine.
En mars 2017, alors président de la fédération PS des Hauts-de-Seine, il est interpellé par le Mouvement des jeunes socialistes pour faire stopper les ralliements des personnalités socialistes à Emmanuel Macron. Xavier Iacovelli répond qu'il ne « souhaitait pas une chasse aux sorcières, au même titre que lors de l'épisode des frondeurs contre le gouvernement ».
En août 2017, il est officiellement investi pour conduire la liste du « rassemblement progressiste » (PS, Écologistes, DVG, Démocrates) à l’occasion des élections sénatoriales de 2017, affirmant : « Nous sommes la force centrale face à la droite du département. Nous avons la base électorale la plus forte ». Le 24 septembre 2017, la liste menée par Xavier Iacovelli comptabilise 199 voix des grands électeurs, permettant à celui-ci d’être élu sénateur des Hauts-de-Seine. 
Lors du congrès de 2018, sa motion arrive en tête du département (40 %), lui permettant d'être réélu à la tête de la fédération PS des Hauts-de-Seine le 17 mars 2018,.
Un audit financier du Parti socialiste révèle en 2019 que Xavier Iacovelli a confié à l'entreprise JFI Environnement, dirigée par sa sœur, des travaux de désamiantage dans les locaux acquis en mars 2017 par la fédération départementale qu'il dirigeait. Ce contrat a selon lui été attribué en parfaite légalité et en toute transparence.

### Départ du PS et rapprochement avec La République en marche
En mars 2019, Xavier Iacovelli reproche au premier secrétaire du PS Olivier Faure sa décision de placer l'essayiste Raphaël Glucksmann à la tête de la liste PS pour les élections européennes. Il menace, dans ces conditions, de ne pas voter pour cette liste aux européennes. « Je ne vois pas pourquoi je voterai pour une liste qui ne me convient pas. Je n’exclus pas de voter blanc »,.
Le 13 juin 2019, il fait partie des dix sénateurs socialistes qui s'abstiennent sur le discours de politique générale d'Édouard Philippe, contre l'avis du groupe PS.
En rupture avec la ligne politique du Parti socialiste, il indique qu'il se sent « libre » depuis sa démission en juillet 2019 de la tête de la fédération des Hauts-de-Seine.
Le 20 octobre 2019, il quitte le PS et le groupe SOC du Sénat, à la suite de la parution dans le Journal du dimanche du « manifeste pour un pôle de gauche dans la majorité » LaREM,,,.
Le 6 novembre 2019, il est investi par LaREM pour les élections municipales de 2020 à Suresnes,.
Le 7 novembre 2019, il rejoint le groupe sénatorial LaREM,.
Il est nommé secrétaire général du parti Territoires de progrès. Ce parti, fondé par Jean-Yves Le Drian et Olivier Dussopt, se veut incarner l'« aile gauche » de la majorité présidentielle.

### Au Sénat
Élu le 24 septembre 2017, Xavier Iacovelli est le plus jeune sénateur tête de liste de la mandature et le troisième plus jeune du Sénat. À ce titre, il fait partie du « bureau d'âge » lors de la première séance, lors de laquelle Gérard Larcher est élu président.
Le 23 novembre 2018, Xavier Iacovelli organise un colloque sur « l’origine du commerce parallèle de tabac et les solutions pour y mettre fin », au cours duquel Seita-Imperial Tobacco a « reconnu pour la première fois que l’immense part du commerce parallèle de tabac est composé de leurs cigarettes »,. 
Le 17 janvier 2019, il annonce la création d’un groupe de travail informel et transpartisan sur la protection de l’enfance, qui a pour vocation « d’associer des sénatrices et des sénateurs de tous bords politiques ». En 2022, il demande que le Sénat se dote d'une délégation aux droits de l'enfant,. En réaction au refus de la présidence du Sénat et de la commission des Affaires sociales, il déclare : « On crée des groupes d’études sur la truffe, mais pas sur la protection de l’enfance ! ».
En janvier 2022, il propose une recentralisation de l'Aide sociale à l'enfance (ASE) par l'État. Le 30 septembre 2022, dans le cadre d'une mission confiée par le Premier ministre Gabriel Attal, il rend un rapport sur les familles monoparentales. Le rapport propose l'instauration d'une « carte monofamille » dématérialisée ainsi que l'obligation de la garde alternée, sauf dans le cas de comportements violents avérés d'un des deux parents. Concernant les pensions alimentaires, le texte suggère la création d'un barème unique, la contribution à l'éducation et à l'entretien de l'enfant (CEEE), généralisable aux parents modestes ou bénéficiant des minima sociaux. 
En 2023, Xavier Iacovelli, dénonce « des menaces de plus en plus virulentes » à l'égard des élus favorables à la réforme des retraites.
En mai 2024, il plaide en faveur de l'autorisation du cumul d'emplois pour les familles d'accueil.

### Conseiller municipal à Suresnes
Xavier Iacovelli est suppléant sur la liste PS lors des élections départementales de 2015 sur le canton de Suresnes-Nanterre. Il est qualifié au second tour mais échoue face au binôme sortant composé de Christian Dupuy et Camille Bedin (40,75 % contre 59,25 %).
Il est, depuis 2016, conseiller de territoire de Paris Ouest la Défense, à la suite de la création de la Métropole du Grand Paris.
Le 28 septembre 2019, il lance sa troisième campagne municipale et sollicite le soutien de LaREM, qu'il obtient en novembre. La décision de la commission d'investiture du parti avait jusque là été reportée plusieurs fois, alors que le dauphin du maire sortant Christian Dupuy, Guillaume Boudy, sollicitait lui aussi l'investiture. La députée de Suresnes Isabelle Florennes (MoDem), dont le parti est allié à LaREM au niveau national, juge le choix porté sur Xavier Iacovelli « incompréhensible et regrettable » et ne se sent pas engagée par cette décision en vue du scrutin.
Au premier tour du 15 mars, sa liste obtient 26,84 % des voix, se classant en deuxième position derrière Guillaume Boudy (union de la droite, LR), qui obtient 39,07% des voix, et devant Yohann Corvis (15,75 %, divers droite, LR dissident). La liste « Suresnes pour seule ambition » qu'il conduit recueille 32,44 % des suffrages au second tour et se classe à nouveau derrière celle de Guillaume Boudy, élu maire. Xavier Iacovelli conserve donc son siège de conseiller municipal.
Lors du mouvement des Gilets jaunes, il invite les Alto-Séquanais à intégrer le conseil sénatorial qu'il a créé lors son élection.

### Missions
Le 12 février 2021, il est chargé d'une mission temporaire auprès de la ministre du Travail, de l'Emploi et de l'Insertion sur les conditions de développement des diverses formes d'organisation de l'emploi des travailleurs en mission courte. Rapport rendu public (complément) le 10 juin 2021 « La régulation des contrats à durée déterminée d'usage, enjeu de lutte contre la précarité ».

### Affaires judiciaires
En 2014, Xavier Iacovelli est reconnu coupable d'escroquerie et condamné par le tribunal de Nanterre par un jugement définitif à trois mois de prison avec sursis et à verser 1 500 € à la municipalité de Suresnes. Il était accusé d'avoir permis en 2009 à une militante socialiste qui était sur la liste municipale de 2008, mais non élue, de bénéficier indûment d'une formation en communication et prise de parole. Il est également condamné à payer une amende de 3 120 € solidairement avec cette dernière. La formation, financée par la ville, était en effet strictement réservée aux élus dans le cadre du droit à la formation des élus. La mairie avait porté plainte en 2010. Lors de la campagne électorale de 2014, la municipalité sortante communique sur le sujet.
En 2023, il annonce porter plainte à la suite de la dégradation de sa permanence parlementaire,.

## Résultats électoraux

### Élections sénatoriales
| Année | Parti | Parti | Circonscription | Voix | %     | Rang | Sièges obtenus |
| ----- | ----- | ----- | --------------- | ---- | ----- | ---- | -------------- |
| 2017  |       | PS    | Hauts-de-Seine  | 199  | 8,75  | 7e   | 1 / 7          |
| 2023  |       | RE    | Hauts-de-Seine  | 418  | 17,97 | 4e   | 1 / 7          |

### Élections municipales
| Année | Parti | Parti | Commune  | 1er tour | 1er tour | 1er tour | 2d tour | 2d tour | 2d tour | Sièges (CM) |
| Année | Parti | Parti | Commune  | Voix     | %        | Rang     | Voix    | %       | Rang    | Sièges (CM) |
| ----- | ----- | ----- | -------- | -------- | -------- | -------- | ------- | ------- | ------- | ----------- |
| 2008  |       | PS    | Suresnes | 4 287    | 33,44    | 2e       |         |         |         | 6 / 39      |
| 2014  |       | PS    | Suresnes | 4 463    | 29,79    | 2e       | 6 / 43  |         |         |             |
| 2020  |       | LREM  | Suresnes | 3 334    | 26,84    | 2e       | 3 492   | 32,44   | 2e      | 7 / 45      |

## Pour approfondir